# Sybra preapicemaculata
Sybra preapicemaculata es una especie de escarabajo del género Sybra, familia Cerambycidae. Fue descrita científicamente por Breuning en 1939.
Habita en Papúa Nueva Guinea. Esta especie mide 9 mm.